# Trond Børresen
Trond Børresen (27 luglio 1943) è un ex calciatore norvegese, di ruolo attaccante.

## Carriera
Børresen ha vestito la maglia dello Skeid. Con questa casacca, ha disputato una partita nelle competizioni europee per club, in data 15 settembre 1964: è stato schierato titolare nella vittoria per 1-0 sull'Haka, in una sfida valida per l'edizione stagionale della Coppa delle Coppe. È passato poi al Vålerengen nel 1965 e vi è rimasto nel 1966, giocando anche 2 partite nella Coppa delle Fiere.